# Nano
Nano (n) (gr. νάνος, nanos – „karzeł”) – przedrostek jednostki miary oznaczający mnożnik 0,000 000 001 = 10−9 (jedna miliardowa).

## Przykładowe zastosowania
- nm – nanometr
- nF – nanofarad
- nH – nanohenr
- nC – nanokulomb